# Пермь Вычегодская

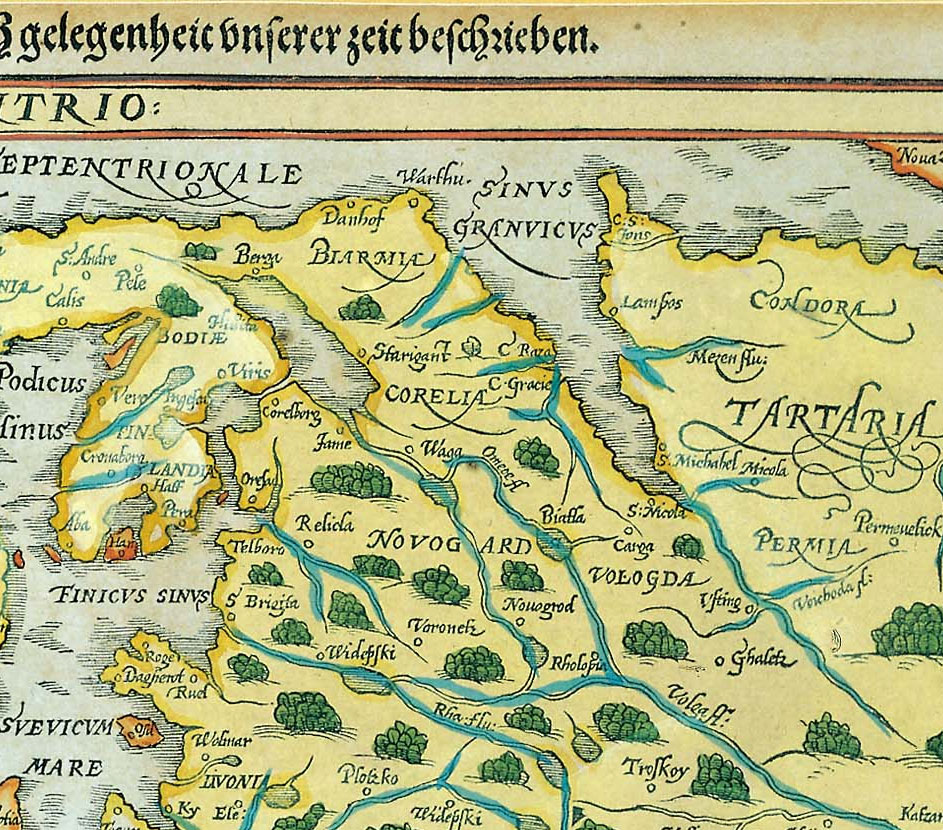
Карта севера России, включая Пермь («Permia»). Автор: Герхард Меркатор (Амстердам, 1595 год.).

Пе́рмь Вычего́дская (Малая Пермь, Вычегодско-Вымская земля) — историческая область на Севере России (современная территория Республики Коми и Архангельской области). Расположена в бассейне реки Вычегды и её притоков к западу от северной части Уральских гор. До присоединения Великого Новгорода к Москве в 1478 году входила в состав земель Великого Новгорода. Период XVI века характеризуется активным включением обширных пространств Северо-Востока в состав Русского централизованного государства.
Наименование Вычегодского бассейна «Пермь Вычегодская» сохранялось вплоть до присоединения Сибири к Российскому государству, которое началось в 1580-х годах походом Ермака против Сибирского ханства. В XVII веке на этой территории разместились Яренский и частично Сольвычегодский уезды.

## Происхождение названия
В настоящее время термин «Пермь Вычегодская» используется в историографии для обозначения комиязычного населения, проживавшего на территории Европейского Северо-Востока в средневековье, непосредственных предков коми-зырян. Этноним «пермь вычегодская» в исторических документах отсутствует, создан искусственно, стилизован под документальность и активно используется региональными исследователями.
Впервые в русских документах «Перемь» упоминается в «Повести временных лет», а также в грамотах 1263 года, данных новгородцами великому князю Ярославу Ярославичу. Уже в это время пермские земли находились в некоторой зависимости от Новгорода. В смысле географической области слово «Пермь» употреблялось по отношению к регионам, населенным носителями пермских языков. Ещё одно документальное известие о Пермском крае — в 1332 году, когда упоминается и об известном закамском серебре.
В Книге Большого чертежа (1627) встречаются: «Пермь Старая» как название города Усть-Вымь на реке Вычегде и «Пермца» как название одной зырянской волости в Сольвычегодском крае.
Термин «Пермь» применительно к бассейну реки Вычегда появился в 1379 году, когда иеромонах Стефан благословил «епискупа Герасима иде в землю Пермскую на Вычегду на проповедь слова божия». Топоним «Пермь Великая» впервые в русских источниках упоминается в 1324 году, когда московский князь Юрий Данилович совершил свою последнюю поездку в Золотую Орду.
Неотопоним «Пермь Малая», или «Старая Пермь», применительно к Перми Вычегодской широко использовался составителями энциклопедических словарей XVIII века как географическое противопоставление Перми Великой, значение которой для Русского государства постоянно росло.
До сих пор в Архангельской области существует Пермогорское сельское поселение.

## Первое описание Перми Вычегодской
В Вычегодско-Вымской летописи под 1481 годом имеется следующая запись:

Того же лета прислал князь великий Ивашку Гаврилова Вычегодские знамени и луки писати. Писал тое писец луки вычегоцкие, и вымские, и сысоленские, и удоренские, и владыки Филофея вотчину

Писцовая книга Ивана Гаврилова не сохранилась, но достоверность этого описания подтверждается текстом жалованной грамоты великого князя московского Ивана III жителям Перми Вычегодской:

Обыскав наперед сего Гаврилово писмо, что Ивашко Гаврилов писал Пермские земли за волостные люди и за владыку пермокова, и за манастыри, и за игумены, и за попы, се яз, князь великий Иван, пожаловал есми свои волостные люди пермяки вычегжаны и вымичи, и удорены, и сысолены, и крещеные сиряне Ужговские землями и угодейными на Вычегде и падуны всея Пермские месты реками и озёрами, и курьями и прочими угодий, которые были их дедины и отчины по всему по тому, по письму Гаврилову. А в письме Ивашки Гаврилова писано…

Границы Перми Вычегодской, очерченные в жалованной грамоте Ивана III, охватывали пять земель: Вычегодскую, Вымскую, Удорскую, Сысольскую и Ужговскую. Позднее, с начала XVII века, административно-территориальные преобразования привели к изменению их количества.

## Население
На этой территории сформировался народ коми, заселение Вычегодского бассейна предками коми началось в глубокой древности. Археологические памятники (городища и могильники) бассейна pек Вычегды и Выми XI — XII вв. близки к камским и чепецким городищам (принадлежащим предкам коми-пермяков и удмуртов). Вместе с тем целый ряд своеобразных черт культуры, существовавшей в бассейне р. Вычегды, позволяет считать её исконно местной, сложившейся в результате развития более древних культур, комплексов, наметившихся ещё в первых веках нашей эры. Уже в первом тысячелетии коми общались со славянскими племенами.

## История
С конца XIV века, со времени назначения просветителя зырян святого Стефана первым пермским епископом (1383 год) Пермской епархии, пермские земли привлекают к себе все более пристальное внимание московских великих князей.
С XVI века начинается возвышение Перми Великой: в начале второй половины XVI века она насчитывает уже много богатых монастырей, хотя христианство стало распространяться здесь почти на столетие позже, чем в Перми Вычегодской, где первые три монастыря учредил ещё святой Стефан.